# Bodenuntersuchung

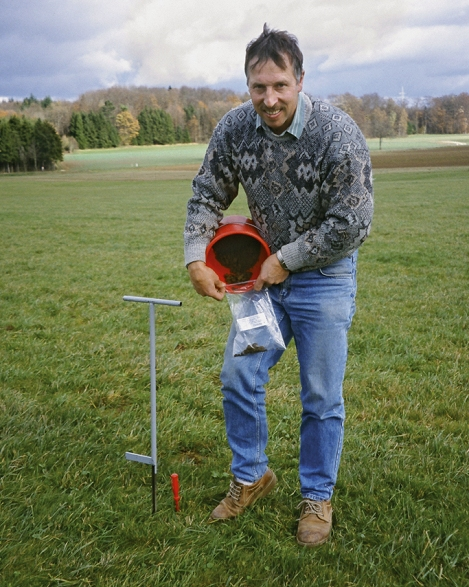
Mit einem Bohrstock können Proben bis 30 cm Tiefe entnommen werden

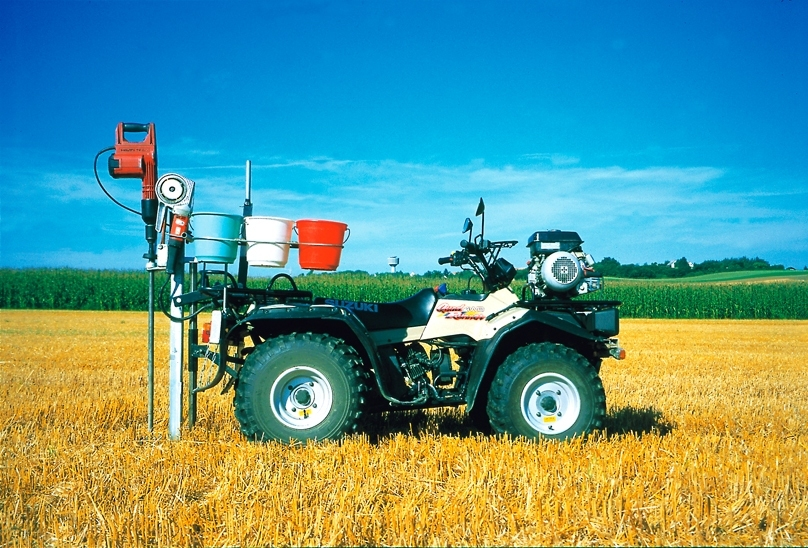
Leichtfahrzeug mit elektrischem Schlaghammer und Ziehgerät. Beprobungstiefe bis 90 cm

Unter dem Sammelbegriff Bodenuntersuchung versteht man die Zusammenfassung verschiedener Methoden und Verfahren zur Bestimmung von Bodenparametern wie Nährstoff- und Humusgehalt, Bodenorganismen, Eigenschaften des Wasser- und Lufthaushaltes, der Druckempfindlichkeit sowie der physikalischen Zusammensetzung (Korngrößenverteilung).
Die Untersuchung beginnt im Allgemeinen mit der Entnahme einer Bodenprobe.

## Entnahme der Probe
Eine repräsentative Probenahme ist Grundvoraussetzung für eine aussagekräftige Bodenuntersuchung. Für die Nährstoffanalysen in der Landwirtschaft werden Probenahmeanleitungen vom Verband deutscher landwirtschaftlicher Untersuchungs- und Forschungsanstalten (VDLUFA) veröffentlicht. Man unterscheidet die Probenahme für Grundnährstoffanalysen und für Analysen auf pflanzenverfügbaren Stickstoff.
Die Bodenprobe wird im Rahmen einer Probenahme für eine Bodenuntersuchung einer einheitlichen Fläche entnommen. Üblich ist die Bildung einer Mischprobe von etwa 0,2 kg bis 0,5 kg Boden, die aus etwa 20 Einzelproben gewonnen wird.

### Probenahme für Grundnährstoffanalysen
Auf Ackerland sind hierfür mindestens 15 Einstiche auf Bearbeitungstiefe (siehe Pflügen) erforderlich, auf Grünlandflächen mindestens 20 Einstiche bis 10 cm Tiefe. Bei Hopfen-, Obst- und Weinbau sollten mindestens 15 Einstiche bis 30 cm Tiefe erfolgen. Bei bestimmten Fragestellungen (Traubenwelke, Stiellähme) im Weinbau ist auch eine Untersuchung des Unterbodens (30 bis 60 cm Tiefe) sinnvoll. Die Einzelproben sollten gleichmäßig über die Fläche im Hauptwurzelbereich verteilt entnommen werden. Als Entnahmegerät eignet sich ein einfacher Handbohrstock mit Fußraste. Die einzelnen Bohrkerne werden in einem Eimer gut vermischt und homogenisiert. Davon wird eine Teilprobe von etwa 200 Gramm in einen Plastikbeutel gegeben und an ein Bodenlabor verschickt.
Aus derselben Bodenprobe, die für die Grundnährstoffanalyse gezogen wurde, kann auch der Humusgehalt bestimmt werden. Der Humusgehalt lässt einen Rückschluss auf die organische Substanz im Boden zu. Die laboranalytische Messung des Humusgehaltes ist im Rahmen von Cross Compliance unter bestimmten Voraussetzungen vorgeschrieben.

### Probenahme für Analysen auf pflanzenverfügbaren Stickstoff (Nmin)

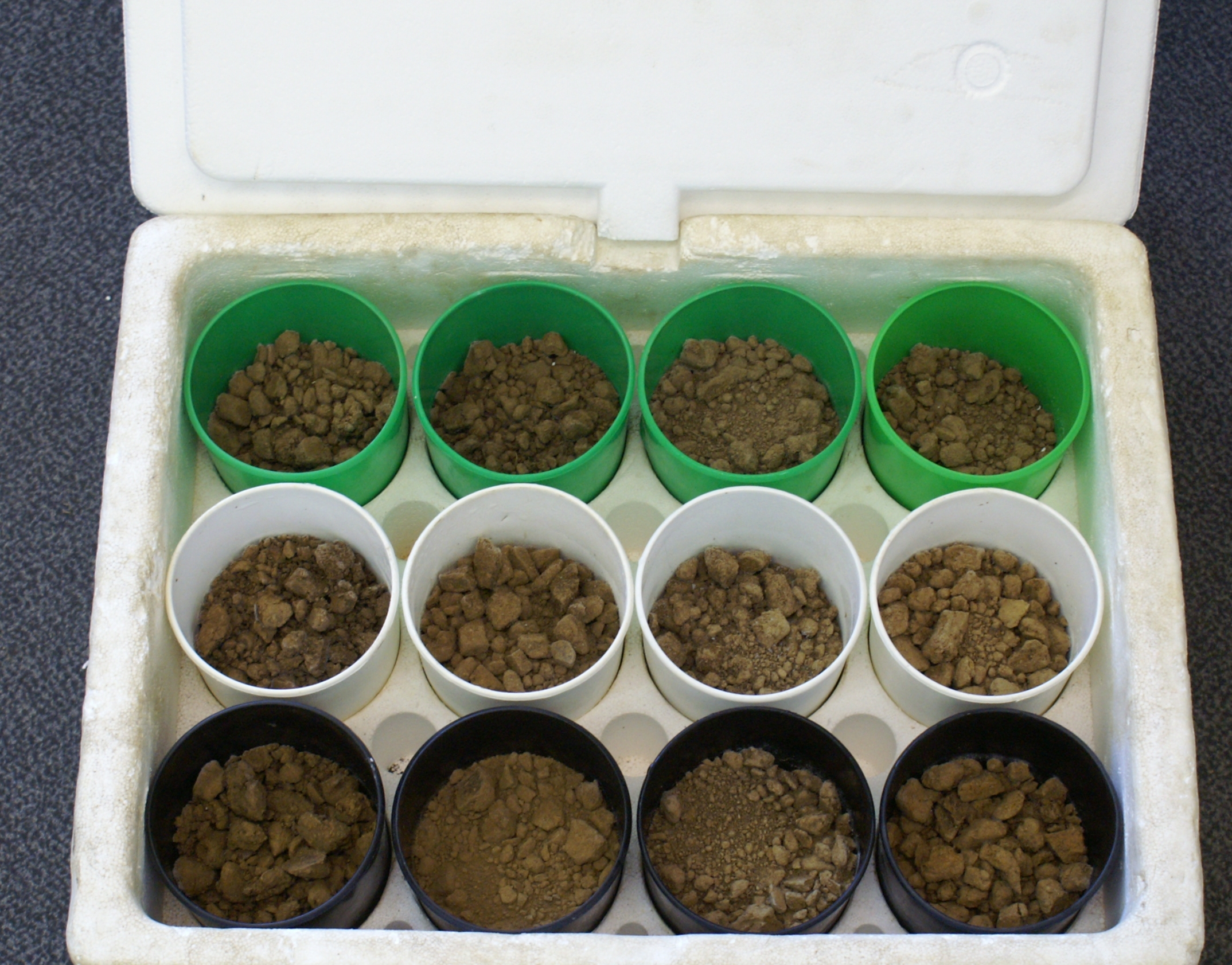
Nitrat-Bodenproben für den Transport ins Labor in Isolierbox mit aufgeklapptem Deckel

Da der mineralische Stickstoff im Boden sehr mobil ist, werden die Proben hierfür auf bis zu 90 cm Bodentiefe entnommen. Hierfür eignet sich ein Pürckhauer mit Schonhammer. Wesentlich komfortabler ist die maschinelle Entnahme mit einem elektrischen Schlaghammer. Bodenproben, die auf mineralischen Stickstoff untersucht werden sollen, müssen unmittelbar nach der Entnahme in ein Untersuchungslabor gebracht werden oder eingefroren werden. Sonst kommt es zu einem Anstieg des Nitratgehaltes und das Analysenergebnis ist nicht mehr aussagekräftig.
Die Bodenproben werden nach der Entnahme gut vermischt und für den Transport vorbereitet. Soll der Mineralisationszustand der Nährstoffe ermittelt werden, ist es erforderlich, die Probe für den Transport tiefzukühlen. Im Labor erfolgt die weitere Auswertung. Hierzu werden die Proben bei 105 °C getrocknet. Für die Bodenanalyse wird der Feinboden ausgesiebt (Maschenweite 2 mm). Der pflanzenverfügbare Nährstoffgehalt des Feinbodens wird mit verschiedenen Extraktionsmitteln aus der Probe gewonnen und mit Hilfe diverser Analysengeräte bestimmt.
Der Stickstoffdüngerbedarf kann mit der durch Jürgen Wehrmann / Hans-Christof Scharpf entwickelten Nmin-Methode bestimmt werden. Dabei ist die notwendige Stickstoff-Zugabe die Differenz zwischen dem für jede Kultur spezifischen Nmin-Sollwert und der im Boden bis zu 100 cm Tiefe bereits verfügbaren Nitratmenge.

## Analysen

### Düngebedarf
Eine Reihe zu untersuchender Parameter ist zur Düngebedarfsermittlung in der Düngeverordnung festgelegt. Sie schreibt die mindestens jährliche Bestimmung des Bodenstickstoffs vor. Dies kann entweder durch eine Laboranalyse des Nmin-Wertes im Frühjahr oder durch die Übernahme von Untersuchungsergebnissen vergleichbarer Flächen erfolgen. Jeder landwirtschaftliche Betrieb kann selbst entscheiden, ob er eine exakte Laboranalyse auf seinen eigenen Schlägen durchführen lassen will oder ob er die Werte aus den während der Düngeperiode im Frühjahr in den landwirtschaftlichen Wochenblättern erscheinenden Vergleichswerte übernehmen will. Für Phosphat ist dagegen eine Analyse zwingend vorgeschrieben. Diese muss auf allen landwirtschaftlich genutzten Flächen ab einer Größe von 1 Hektar – von wenigen Ausnahmen abgesehen – mindestens alle 6 Jahre durchgeführt werden. Die Phosphatbestimmung ist Teil der umfangreichen Grundbodenuntersuchung. Dabei werden die Pflanzennährstoffe Phosphat, Kalium und Magnesium sowie der pH-Wert bestimmt. Ziel der Untersuchungen ist, eine bedarfsgerechte Düngung zu ermöglichen und so Nährstoffeinträge in Oberflächengewässer, ins Grundwasser und andere Ökosysteme zu verringern. Der Eintrag von aus Agrarflächen abgeschwemmten Nährstoffen, insbesondere Phosphat, kann in stehenden und langsam fließenden Gewässer zu deren Eutrophierung führen und soll deshalb vermieden werden. Eine über den Pflanzenbedarf hinausgehende Stickstoffdüngung führt zu einer Nitratauswaschung ins Grundwasser.
Durch die Beprobung mehrerer Stellen eines landwirtschaftlichen Feldes kann dieses in sogenannte Teilschläge unterteilt werden. Die dadurch gewonnenen, unterschiedlichen Ergebnisse der Teilschläge können für die nächste Düngung genutzt werden, um jeden dieser Teilschläge mit unterschiedlichen Nährstoffgehalten zu versorgen. Dadurch kann eine Überdüngung vermieden werden, wodurch Kosten gespart und eine Düngerauswaschung ins Grundwasser verhindert wird.

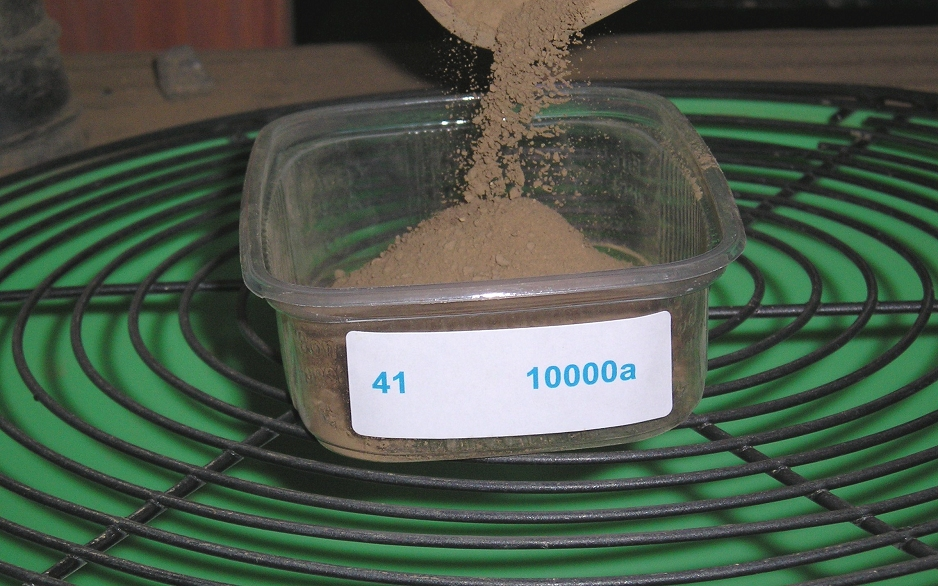
Fein gemahlene Bodenprobe

Bevor an den Bodenproben eine Nährstoffanalyse durchgeführt werden kann, ist eine umfangreiche Probenvorbereitung erforderlich. Die Proben müssen zunächst getrocknet und dann mit einer Bodenmühle fein gemahlen werden. Danach wird eine genau definierte Menge der Bodenprobe eingewogen und mit einer Extraktionslösung versetzt.

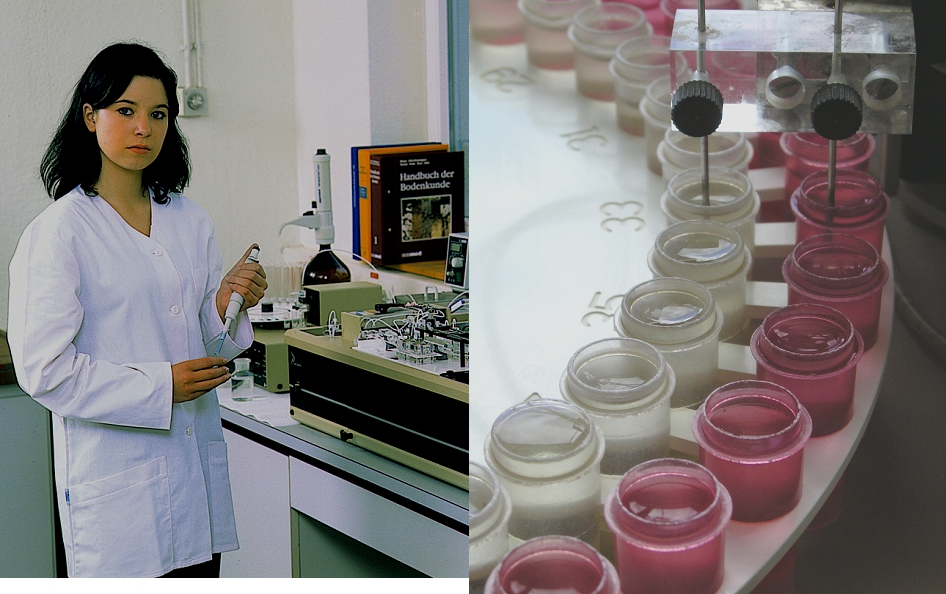
Continuous-Flow Analysator für Phosphat- und Nitratanalysen
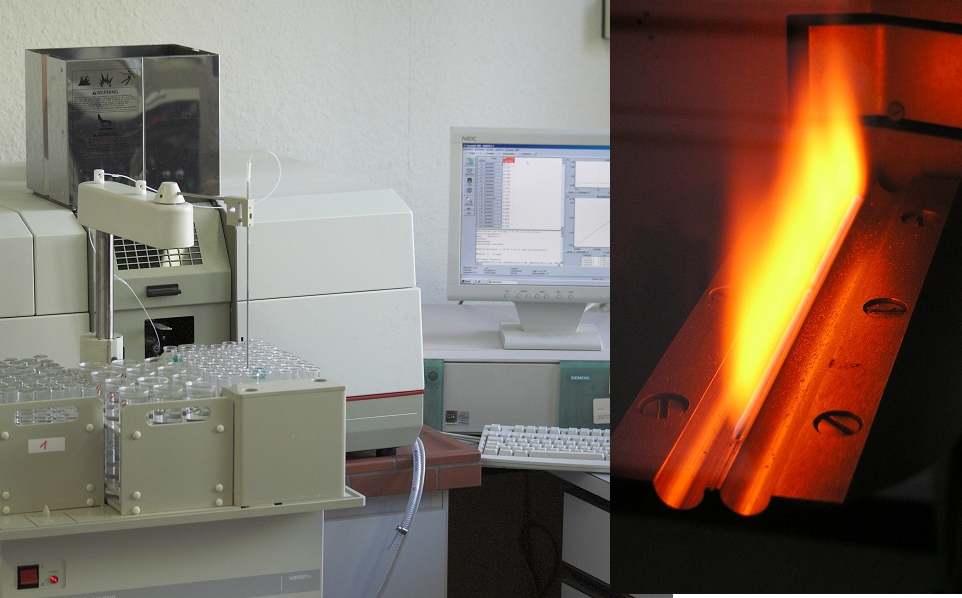
Atomabsorptions-Spektralphotometer für Messung von Nährstoffen wie Kalium und Magnesium
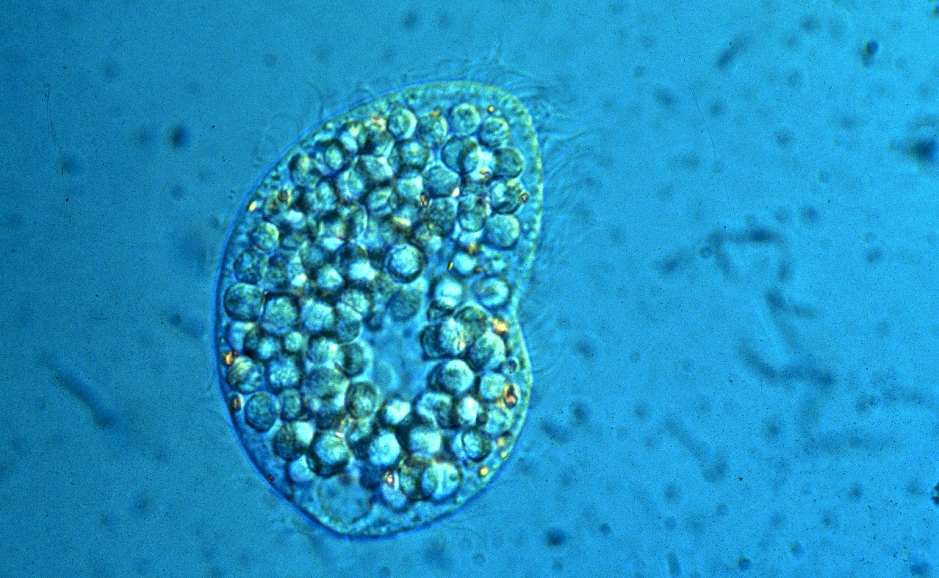
Wimpertierchen besiedeln den Boden in großer Artenfülle
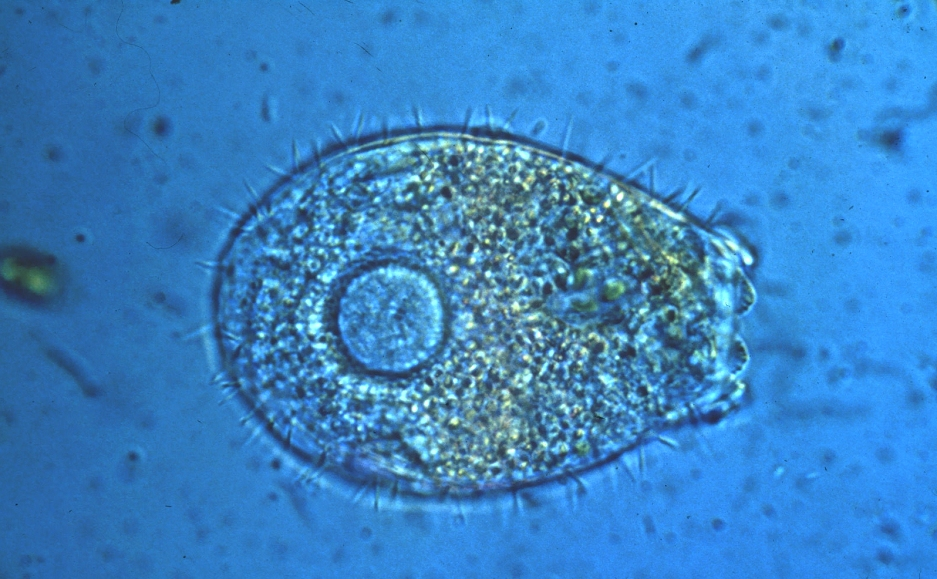
Testate Amöben (Shalenamöben) wie diese Euglypha sind vor allem in Fichtenwaldböden zu finden

### Weitere Einsatzgebiete
- Im Rahmen von Altlastenuntersuchungen werden Bodenproben entnommen, um die Existenz gefährdender Stoffe nachzuweisen.
- Bodenproben werden auch entnommen, um die Verbreitung von bodenbürtigen Krankheitserregern auszuschließen, wie zum Beispiel Kartoffelkrebs. Hierbei wird einige Jahre nach Auftreten der Krankheit durch Anbauversuche in dem entnommenen Boden der Mischprobe ermittelt, ob ein Anbauverbot für die betreffende Fläche noch gerechtfertigt ist.
- Bestimmung chemischer Bodeneigenschaften wie Boden-pH-Werts

## Belege
- Die Untersuchung von Böden, Band I, VDLUFA-Verlag Darmstadt, 1991